# 헤이세이 지쿠호 철도 이타선
이타 선(일본어: 伊田線)은 일본 후쿠오카현 노가타시의 노가타역부터 다가와시의 이타 역에 이르는 헤이세이 치쿠호 철도의 철도 노선이다. 구) 일본국유철도의 특정 지방 교통선이었던 규슈 여객철도 이타 선을 승계받은 노선이다. 지쿠호 본선과 같이 석탄을 와카마쓰나 도바타의 적출항으로 운반하기 위해 부설되었다. 이다 선은 특정 지방 교통선으로서는 유일하게 제 3 섹터 전환 전에 복선화되었다.

## 노선 정보
- 관할 (사업 종별) : 헤이세이 지쿠호 철도 (제1종 철도 사업자)
- 구간 (영업 거리) : 노가타 - 다가와이타 간 16.1km
- 궤간 : 1,067mm
- 역 수 : 15역 (기 · 종점역 포함)
- 복선화 구간 : 전 노선
- 전철화 구간 : 없음 (전 구간 비전철화)
- 폐색 방식 : 복선 자동 폐색식

## 역 목록
※ 전 노선 후쿠오카현에 소재.
| 역명                 | 일어 역명    | 역간 거리 | 영업 거리 | 접속 노선                                                  | 소재지    | 소재지    |
| -------------------- | ------------ | --------- | --------- | ---------------------------------------------------------- | --------- | --------- |
| 노가타               | 直方         | -         | 0.0       | 규슈 여객철도 지쿠호 본선 (후쿠호쿠유타카 선)              | 노가타시  | 노가타시  |
| 미나미노가타고텐구치 | 南直方御殿口 | 1.1       | 1.1       |                                                            | 노가타시  | 노가타시  |
| 아카지               | あかぢ       | 1.3       | 2.4       |                                                            | 구라테군  | 고타케정  |
| 후지타나             | 藤棚         | 1.2       | 3.6       |                                                            | 노가타 시 | 노가타 시 |
| 나카이즈미           | 中泉         | 0.7       | 4.3       |                                                            | 노가타 시 | 노가타 시 |
| 이치바               | 市場         | 2.2       | 6.5       |                                                            | 다가와군  | 후쿠치정  |
| 후레아이쇼리키       | ふれあい生力 | 1.1       | 7.6       |                                                            | 다가와군  | 후쿠치정  |
| 아카이케             | 赤池         | 0.9       | 8.5       |                                                            | 다가와군  | 후쿠치정  |
| 히토미               | 人見         | 0.6       | 9.1       |                                                            | 다가와군  | 후쿠치정  |
| 가나다               | 金田         | 0.7       | 9.8       | 헤이세이 지쿠호 철도 이토다 선                             | 다가와군  | 후쿠치정  |
| 가미카나다           | 上金田       | 1.8       | 11.6      |                                                            | 다가와군  | 후쿠치정  |
| 호시                 | 糒           | 1.2       | 12.8      |                                                            | 다가와시  | 다가와시  |
| 다가와시리츠뵤인     | 田川市立病院 | 0.6       | 13.4      |                                                            | 다가와시  | 다가와시  |
| 시모이타             | 下伊田       | 1.1       | 14.5      |                                                            | 다가와시  | 다가와시  |
| 다가와이타           | 田川伊田     | 1.6       | 16.1      | 규슈 여객철도 히타히코산 선 헤이세이 지쿠호 철도 다가와 선 | 다가와시  | 다가와시  |